# Streetlights
Streetlights is het vierde album van Bonnie Raitt. Het kwam uit in 1974 en was de opvolger van het album Takin' My Time. Enkele nummers van het album zijn geschreven door grote namen uit de muziekwereld van de jaren 70, zoals Joni Mitchell en James Taylor.
Streetlights werd in de kritieken minder goed ontvangen daar haar eerdere albums. Raitt experimenteerde met verschillende producenten en verschillende stijlen, en dit album was in vergelijking met haar eerste drie albums meer mainstream, een stijl die ze behield op haar album Home Plate uit 1975.
Het album eindigde op nummer 80 op de Pop Albums-hitlijst in Amerikaanse muziekblad Billboard.

## Tracklist
1. "That Song About the Midway" (Joni Mitchell) – 4:44
2. "Rainy Day Man" (Taylor, Zachary Weisner) – 3:41
3. "Angel from Montgomery" (John Prine) – 3:59
4. "I Got Plenty" (Joey Levine, Jim Carroll) – 3:09
5. "Streetlights" (Bill Payne) – 5:05
6. "What Is Success" (Allen Toussaint) – 3:32
7. "Ain't Nobody Home" (Jerry Ragovoy) – 3:04
8. "Everything That Touches You" (Kamen) – 3:28
9. "Got You on My Mind" (David Lasley, Allee Willis) – 3:50
10. "You Got to Be Ready for Love (If You Wanna Be Mine)" (Courtney) – 3:08

## Muzikanten
- Bonnie Raitt – gitaar, zang
- Bob Babbitt – basgitaar
- Charlie Brown – gitaar
- Lou Courtney – zang, achtergrondzang
- Richard Davis – basgitaar
- Freebo – basgitaar, zang
- Jerry Friedman – gitaar
- Steve Gadd – drums
- Paul Griffin – keyboard
- Don Grolnick – keyboard
- Carl Hall – zang, achtergrondzang
- John Hall – gitaar
- Arthur Jenkins – percussie
- David Lasley – zang, achtergrondzang
- Ralph MacDonald – percussie
- Robert Mann – gitaar
- David Matthews – strings, hoorn
- Jon Mayer – keyboard
- Jeff Mironov – gitaar
- Leon Pendarvis – keyboard
- Sharon Redd – zang, achtergrondzang
- David Spinozza – gitaar
- Tasha Thomas – zang, achtergrondzang
- John Tropea – gitaar
- Natalie Venable – zang, achtergrondzang
- Larry Wilcox – strings, hoorn